# 特克勒·吉約吉斯二世
特克勒·吉約吉斯二世（吉茲語：ተክለ ጊዮርጊስ，1836年—1873年6月21日）本名瓦格舒姆·戈貝茲，是衣索比亞帝國皇帝，在1862年至1872年間即位。在加冕成為皇帝後，他透過其母親的關係，把自己與衣索比亞貢達爾時期最後一位皇帝聯繫起來。同時他還尋求衣索比亞正統合性教會的支持，以加強他的統治權。他在1871年阿杜瓦戰役中受傷，導致其部隊士氣低落。最後他遭到俘虜，並在監禁期間死亡。